# RoboCop: Alpha Commando/Episodenliste
Diese Episodenliste enthält alle Episoden der kanadischen und US-amerikanischen Zeichentrickserie, RoboCop: Alpha Commando.

## Die Folgen
| Nummer | Deutsch Titel                  | Originaltitel                  | Erstausstrahlung (Nordamerika) | Erstausstrahlung (Deutschland) |
| ------ | ------------------------------ | ------------------------------ | ------------------------------ | ------------------------------ |
| 1      | Die Gerechtigkeit kehrt zurück | Justice Reborn                 | 7. September 1998              | 9. Oktober 1999                |
| 2      | Die Gerechtigkeit kehrt zurück | Justice Reborn                 | 8. September 1998              | 16. Oktober 1999               |
| 3      | Die Gerechtigkeit kehrt zurück | Justice Reborn                 | 9. September 1998              | 23. Oktober 1999               |
| 4      | Doppelgänger                   | Doppelganger                   | 10. September 1998             | 30. Oktober 1999               |
| 5      | Die Stadt der Zukunft          | Town Of Tomorrow               | 11. September 1998             | 22. Januar 2000                |
| 6      | Viper Land                     | Cyber-Fagin                    | 14. September 1998             | 20. November 1999              |
| 7      | Die Seuche im Eis              | Plague On Ice                  | 15. September 1998             | 15. Januar 2000                |
| 8      | Paris – Dakar                  | Robo Racer                     | 16. September 1998             | 8. Januar 2000                 |
| 9      | Der Hermanator                 | The Hermanator                 | 17. September 1998             | 29. Januar 2000                |
| 10     | Robo-Papa                      | Robopop                        | 18. September 1998             | 5. Februar 2000                |
| 11     | Liebe macht blind              | The Weakest Link               | 21. September 1998             | 27. November 1999              |
| 12     | Der Filmstar                   | A Really, Really Big Shoo      | 22. September 1998             | 4. Dezember 1999               |
| 13     | Lachen und lachen lassen       | A Pretty Girl Is Like A Malady | 23. September 1998             | 13. November 1999              |
| 14     | Francesca                      | Francesca’s Quest              | 24. September 1998             | 6. November 1999               |
| 15     | Eine Frage der Energie         | Power Play                     | 25. September 1998             | 19. Februar 2000               |
| 16     | Unterwegs-Piraten              | Deep Trouble                   | 28. September 1998             | 4. März 2000                   |
| 17     | Rettendes Parfum               | Maxsop 4                       | 29. September 1998             | 26. Februar 2000               |
| 18     | Oh Tannenbaum, ohhh Tannenbaum | Oh Tannenbaum Whoa Tannenbaum  | 5. Oktober 1998                | 18. Dezember 1999              |
| 19     | Paris im Herzen                | We’ll Always Have Paris        | 6. Oktober 1998                | 12. Februar 2000               |
| 20     | Beste Freunde                  | Best Friends                   | 12. Oktober 1998               | 11. März 2000                  |
| 21     | Der Höllengarten               | Garden Of Evil                 | 13. Oktober 1998               | 18. März 2000                  |
| 22     | Robo-Hund                      | Robodog                        | 2. November 1998               | 8. April 2000                  |
| 23     | Familienstreit                 | Brawl In The Family            | 3. November 1998               | 11. Dezember 1999              |
| 24     | Wettkampf mit Hindernissen     | Cop Games                      | 4. November 1998               | 1. April 2000                  |
| 25     | Wasserspiele                   | H-2-Uh-Oh                      | 5. November 1998               | 1. Juli 2000                   |
| 26     | Unter Verdacht                 | Inside Out                     | 6. November 1998               | 6. Mai 2000                    |
| 27     | Kabelsalat                     | The ERG And I                  | 9. November 1998               | 13. Mai 2000                   |
| 28     | Das Mega-Monster               | Survival Of The Fittest        | 10. November 1998              | 25. März 2000                  |
| 29     | Freund oder Feind              | While You Were Sleeping        | 11. November 1998              | 27. Mai 2000                   |
| 30     | Hermanators Rückkehr           | Return Of The Hermanator       | 12. November 1998              | 24. Juni 2000                  |
| 31     | Tödliche Bedrohung             | Family Reunion                 | 16. November 1998              | 15. April 2000                 |
| 32     | Tödliche Bedrohung             | Family Reunion                 | 17. November 1998              | 22. April 2000                 |
| 33     | Im Körper des Sergeant         | Small Packages                 | 25. November 1998              | 8. Juli 2000                   |
| 34     | Der Überläufer                 | Head Games                     | 26. November 1998              | 17. Juni 2000                  |
| 35     | Dunkle Geheimnisse             | DARC Secrets                   | 27. November 1998              | 29. April 2000                 |
| 36     | Die grüne Gefahr               | Thank You Very Mulch           | 30. November 1998              | 20. Mai 2000                   |
| 37     | Vatertag                       | Father’s Day                   | 1. Dezember 1998               | 3. Juni 2000                   |
| 38     | Das Geheimnis der Höhle        | Out Of The Dark                | 1. Februar 1999                | 22. Juli 2000                  |
| 39     | Kreuzfahrt ins Verderben       | Das Re-Boot                    | 2. Februar 1999                | 15. Juli 2000                  |
| 40     | Wetterumschwung                | Talk About The Weather         | 3. Februar 1999                | 10. Juni 2000                  |